# عشق در شهر بزرگ (مجموعه تلویزیونی)
عشق در شهر بزرگ (انگلیسی: Love in the Big City؛‏ کره‌ای: 대도시의 사랑법) یک مجموعه تلویزیونی محصول کره جنوبی به نویسندگی پارک سانگ یونگ، به کارگردانی هور جین هو، هونگ جی یونگ، سون ته گیوم و کیم سه این و با بازی نام یون سو است. این مجموعه بر پایه رمانی با همین نام اثر پارک سانگ یونگ است و داستان مردی گی را روایت می‌کند که اچ‌آی‌وی او مثبت است. این مجموعه در ۲۱ اکتبر ۲۰۲۴ از تیوینگ پخش شد. این مجموعه برای استریم در ویکی در مناطق منتخب قابل دسترسی است.

## بازیگران
- نام یون سو در نقش گو یونگ[۱]

یک نویسنده
- لی سو کیونگ در نقش می ئه[۲]

بهترین دوست گو یونگ
- اوه هیون کیونگ در نقش اون سوک[۲]

مادر گو یونگ
- کوان هیوک در نقش نام گیو[۳]
- نا هیون وو در نقش یونگ سو[۴]
- جین هو اون در نقش گیو هو[۳]
- کیم وو جونگ در نقش هابیبی[۲]
- دو یو در نقش پارک جی ته[۵]
- لی هیون سو در نقش هو مین[۶]